# Robert Stalder
Robert Stalder SJ (* 16. Oktober 1923 in Basel; † 4. September 2013) war ein Schweizer Philosoph und Theologe.

## Leben und Wirken
Robert Stalder studierte nach seiner Matura 1942 zunächst Medizin, dann Philosophie und Theologie. 1944 trat er als Novize in den Jesuitenorden ein, 1954 wurde er in Löwen zum Priester geweiht. Zu seinen Lehrern zählte Hans Urs von Balthasar.
Von 1974 bis 1985 war er Dozent und ausserordentlicher Professor, von 1985 bis 1990 Professor für Geschichte der Philosophie an der Hochschule für Philosophie in München.
Zu seinen Forschungsschwerpunkten zählten die Rezeption Friedrich Schleiermachers und der Streit um Pantheismus und Atheismus in der Aufklärungszeit.

## Veröffentlichungen
- Grundlinien der Theologie Schleiermachers, Wiesbaden 1969.

| Personendaten    | Personendaten                    |
| ---------------- | -------------------------------- |
| NAME             | Stalder, Robert                  |
| KURZBESCHREIBUNG | Schweizer Philosoph und Theologe |
| GEBURTSDATUM     | 16. Oktober 1923                 |
| GEBURTSORT       | Basel                            |
| STERBEDATUM      | 4. September 2013                |